# イランの鉄道
イランの鉄道では、イランにおける鉄道について記す。

## 軌間
イランの鉄道の軌間は標準軌と広軌である。
標準軌（1,435mm） （8,389km）
広軌（1,676mm） （94km）

## 鉄道史
イラン・イスラーム共和国鉄道#歴史を参照。

## 事業者
広域
- イラン・イスラーム共和国鉄道

都市圏
- テヘラン・メトロ
- マシュハド都市鉄道
- イスファハーン・メトロ
- シーラーズ・メトロ
- タブリーズ・メトロ
- アフヴァーズ・メトロ

## 隣接国との鉄道接続状況
- イラク - 接続なし
- トルコ - 接続あり
- アゼルバイジャン (ナヒチェヴァン自治共和国) - 接続あり。軌間が異なる。イラン Jolfa ～ アゼルバイジャン Julfa
- アルメニア - 接続なし
- （ アルツァフ共和国） - 接続なし
- アゼルバイジャン (本土) - 接続なし。南北輸送回廊の計画あり。
- トルクメニスタン - 接続あり。軌間が異なる。
- アフガニスタン - 接続なし
- パキスタン - 接続あり。ザーヘダーンから広軌（1,676mm）で接続。